# 哈格爾施托克山
46°55′02″N 8°40′54″E / 46.917144°N 8.681667°E

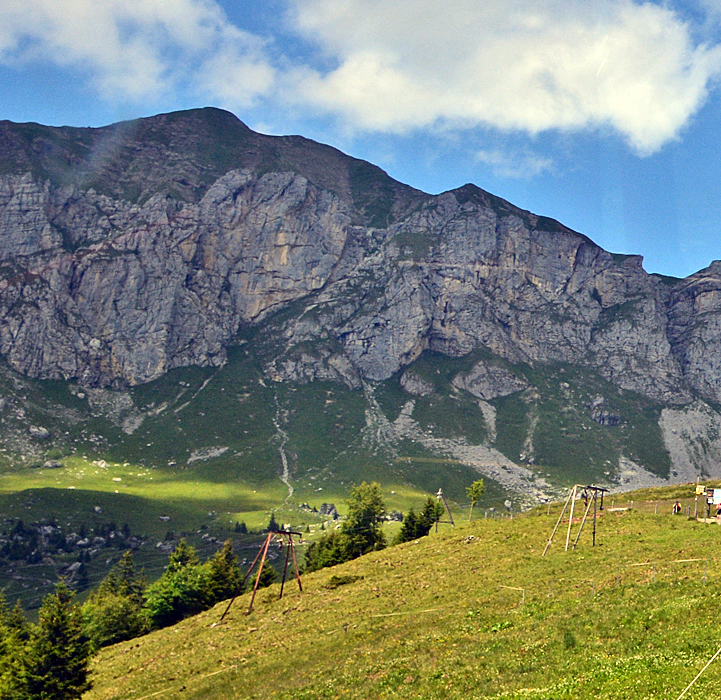

哈格爾施托克山（德語：Hagelstock），是瑞士的山峰，位於該國中部，由烏里州負責管轄，屬於西阿爾卑斯山脈中烏里山的一部分，海拔高度2,182米，每年平均降雨量2,385毫米。